# Đặng Xuân Diệu
Đặng Xuân Diệu là một nhà vận động cộng đồng, nhà hoạt động và thành viên nổi bật của giáo dân Công giáo Việt Nam. Anh ta bị bắt tại Việt Nam vào ngày 30 tháng 7 năm 2011, bị kết án trong một phiên tòa kéo dài hai ngày vào tháng 1 năm 2013 và bị kết án 13 năm tù. Diệu được trả tự do và lưu vong sang Pháp vào ngày 12 tháng 1 năm 2017.

## Năm 2011 bị bắt
Một kỹ sư được biết đến với tư cách là một nhà báo công dân và nhà hoạt động xã hội, Diệu bị bắt vào ngày 30 tháng 7 năm 2011, tại sân bay Tân Sơn Nhất cùng với Hồ Đức Hoà và Nguyễn Văn Oai khi họ trở về Việt Nam. Đây là vụ bắt giữ đầu tiên trong một loạt vụ bắt giữ 14 thanh niên Công Giáo và Tin Lành Việt Nam năm 2011.

## Năm 2013 kết án
Vào ngày 8-9 tháng 1 năm 2013, Tòa án nhân dân tỉnh Nghệ An đã xét xử 14 nhà đấu tranh dân chủ, hầu hết là người Công giáo, một trong số đó là Đặng Xuân Diệu. Tất cả bọn họ đều bị kết án từ 3 đến 13 năm tù về tội lật đổ. Trong phiên tòa, Đặng Xuân Diệu bị cáo buộc tham gia huấn luyện Việt Tân, một tổ chức ủng hộ dân chủ của Hoa Kỳ nhằm thiết lập nền dân chủ và cải cách Việt Nam thông qua các biện pháp hòa bình và chính trị. Diệu đã nói về những cáo buộc chống lại mình, "Tôi không làm gì trái với lương tâm của mình, vì vậy mặc dù nhà cầm quyền có thể trừng phạt tôi về mặt thân thể và áp đặt một bản án nghiêm khắc đối với tôi, nhưng chính quyền chỉ vì thế mà chà đạp lên đạo lý tốt đẹp muôn đời của dân tộc Việt Nam, đó là vấn đề của nó, nó là một vấn đề mà nó phải chịu trách nhiệm."

## Phản ứng quốc tế
Bản án của Đặng Xuân Diệu đã gây ra sự phản đối kịch liệt từ các đại biểu dân cử và các tổ chức phi chính phủ, trong đó có Trung tâm Công lý, nơi mô tả bản án là "độ dài quá mức mà các nhà chức trách Việt Nam sẵn sàng áp dụng để ngăn chặn các báo cáo độc lập." Đại sứ quán Hoa Kỳ tại Hà Nội cũng đưa ra một tuyên bố cho biết họ "vô cùng lo lắng" trước các cáo buộc và gọi chúng là "một phần của xu hướng nhân quyền đáng lo ngại ở Việt Nam."
Sau các báo cáo về việc ngược đãi và ngược đãi khi bị giam giữ tùy tiện, các nhà hoạt động ở Việt Nam và trên thế giới đã bắt đầu một chiến dịch cấp cơ sở để ủng hộ Đặng Xuân Diệu. Các nỗ lực bao gồm một số tổ chức phi chính phủ ra một lá thư chung kêu gọi "chấm dứt việc đối xử tệ bạc, lạm dụng thể chất và tâm lý đối với Đặng Xuân Diệu khi bị giam giữ tùy tiện" cũng như trả tự do cho Diệu. Allen Weiner của Trường Luật Stanford cũng đã đệ trình bản cập nhật kiến nghị lên Nhóm Công tác Liên hợp quốc về Bắt giữ Tùy tiện (UNWGAD), trong đó việc giam giữ 16 thanh niên Công giáo được phán quyết tùy tiện và bất hợp pháp, liên quan đến các tài khoản hành hung mà Diệu đã phải đối mặt trong nhà tù. Nhiều đại biểu dân cử Thụy Sĩ cũng đã đến thăm Lãnh sự Việt Nam tại Geneva để thu hút sự chú ý về trường hợp của Diệu.
Vào ngày 27 tháng 10 năm 2014, nhiều tổ chức đã bày tỏ sự quan tâm của họ đối với Đặng Xuân Diệu và việc ông bị ngược đãi trong tù. Cùng nhau, họ đã phát hành một lá thư kêu gọi trả tự do ngay lập tức và vô điều kiện cho anh ta. Các tổ chức này bao gồm English PEN, ACAT France, Electronic Frontier Foundation, PEN International, Media Legal Defence Initiative và Việt Tân.

## Ra tù năm 2017
Vào ngày 13 tháng 1 năm 2017, Đặng Xuân Diệu cuối cùng đã được ra tù sau sáu năm bị giam giữ tùy tiện và bị đưa đến Paris. Điều này kéo theo áp lực từ EU, các nhóm nhân quyền, các quan chức dân cử và cộng đồng người Việt trên toàn cầu.
Allen Weiner của Trường Luật Stanford, người phục vụ với tư cách là luật sư quốc tế của Diệu, phát biểu: "Thật vui vì cuối cùng ông Đặng Xuân Diệu đã được ra tù. Ông Diệu lẽ ra không bao giờ bị bỏ tù; bị bắt và bỏ tù vì tham gia vào Biểu hiện chính trị ôn hòa đã vi phạm các tiêu chuẩn nhân quyền quốc tế đã được giải quyết mà Việt Nam đã chấp nhận, cũng như hiến pháp của Việt Nam. Bản phát hành của ông nêu bật giới hạn của sức mạnh đàn áp của chính phủ Việt Nam. Nó cho thấy hành động của các phong trào xã hội dân sự, các tổ chức quốc tế và chính phủ trên khắp thế giới ủng hộ nhân quyền có thể giúp bảo vệ nhân quyền của công dân Việt Nam như thế nào."
Chủ tịch Việt Tân, Đỗ Hoàng Điềm, cũng tuyên bố: "Chúng tôi xin cảm ơn Giáo sư Allen Weiner, EU, và mọi tổ chức, nhà hoạt động nhân quyền đã vận động cho Đặng Xuân Diệu. Đáng lẽ Diệu không bao giờ bị bắt ngay từ đầu hoặc sống lưu vong khỏi quê hương của anh ấy, chúng tôi được an ủi rằng thử thách của anh ấy hiện đã kết thúc và anh ấy có thể nhận được nhiều sự chăm sóc y tế cần thiết."